# Синитово
Сини́тово (болг. Синитово) — село в Пазарджицькій області Болгарії. Входить до складу общини Пазарджик.

## Населення
За даними перепису населення 2011 року у селі проживали 1950 осіб.
Національний склад населення села:
| Національність   | Кількість осіб | Відсоток |
| ---------------- | -------------- | -------- |
| болгари          | 1609           | 86,3%    |
| цигани           | 235            | 12,6%    |
| не визначились   | 11             | 0,6%     |
| Всього відповіли | 1865           |          |

Розподіл населення за віком у 2011 році:
Динаміка населення: